# Otacilia stella
Otacilia stella is een spinnensoort uit de familie van de Phrurolithidae.
De wetenschappelijke naam van de soort werd in 2005 gepubliceerd door Kamura.